# Чемпионат Москвы по футболу 1926
Чемпионат Москвы по футболу 1926 стал ХХV-м первенством столицы и первым, проведенным спортивной Секцией при Московском Губернском Совете Профессиональных Союзов (МГСПС).
Победителем среди первых команд стала команда ОППВ.

## Реорганизация футбола в 1926 году
Весной 1926 года была проведена очередная реорганизация спортивного движения. Московский Губернский Совет Физической Культуры принял решение о роспуске спортивных организаций, которые строились не по производственному принципу (так называемые «районные кружки») и передаче всех футбольных клубов в ведение профессиональных союзов (МГСПС). Это было сделано с целью предотвращения коммерческого предпринимательства в спорте (и в футболе в частности), считавшегося недопустимым в «пролетарском» обществе. Все члены районных клубов должны были перейти в профсоюзные кружки по месту работы.
Реальная угроза расформирования нависла над целым рядом ведущих футбольных клубов столицы: МСФК, «Красная Пресня», «Красное Орехово», «Красные Сокольники» , а также ОППВ и «Динамо» — в проводимом МГСПС «профсоюзном» первенстве Москвы для всех этих команд не нашлось поначалу места. Вновь, как и тремя годами ранее, ведущим клубам пришлось экстренно «менять вывеску», чтобы выжить во вновь создавшихся условиях:
- Команда МСФК перешла под эгиду профсоюза текстильщиков и стала представлять известную фабрику Трехгорную мануфактуру. Она стала называться «Спортячейка имени Подвойского при фабрике Трёхгорной мануфактуры» или просто  «Трехгорка».
- Также и ореховская команда оперативно встала под знамёна профсоюзов Орехово-Зуевского текстильного треста имени Пролетарской революции.
- «Красная Пресня»  перешла «под крыло» профсоюза пищевиков и стала называться теперь «Команда центрального клуба имени Томского», или просто - «Пищевики»[5].
- Ведомства ОППВ и «Динамо» сумели отстоять свои команды и включить их (пусть и формально вне конкурса — наряду с командой «Красное Орехово») в первенство. Необходимо отметить, что «авторитет» представляемых ведомств отнють не гарантировал в то время никаких привилегий — например, в Ленинграде и Киеве в аналогичных ситуациях (первенство Ленинграда 1927 (весна)[6], первенства Киева до 1929 года[7]) местные динамовские коллективы в «профсоюзные» первенства допущены не были.

## Организация и проведение турнира
В первенство МГСПС были допущены 36 команд, разделенные на три группы (лиги). Соревнования проводились в «клубном зачете» тремя командами — общее их количество равнялось 111.
В первой группе участвовали 14 команд, проводивших матчи по «круговой» системе в один круг.
Чемпионат стартовал 23 мая и поначалу набрал просто головокружительный темп — чуть более, чем за месяц (до 27 июня) были проведены 7 туров (более половины календаря), при этом из-за переносов были не сыграны всего 7 игр. Но затем до 8 августа была взята пауза «из-за аномальной жары». После этого организованно были сыграны еще два тура, но ближе к сентябрю — времени игр сборных — календарь стал «рассыпаться». После его окончания (26 сентября), в октябре был сыгран еще один «доигровочный» тур, но затем рано наступившие холода не позволили, в конечном итоге, провести все встречи. Тем не менее, Секция МГСПС объявила чемпионат разыгранным, поскольку победитель в «клубном зачете» — «Трехгорка» — был все же определен и без окончания всех игр. В первых командах остались несыгранными всего пять матчей, тем не менее, результат первенства оказался неоднозначным.

## Ход турнира (первые команды)

### Итоговая таблица[10]
| №  | Команды                | 1   | 2   | 3      | 4   | 5   | 6      | 7    | 8   | 9   | 10   | 11  | 12  | 13  | 14  | И  | В  | Н | П  | М       | О  |
| -- | ---------------------- | --- | --- | ------ | --- | --- | ------ | ---- | --- | --- | ---- | --- | --- | --- | --- | -- | -- | - | -- | ------- | -- |
|    | ОППВ                   |     | 6:3 | 0:1    | 4:2 | 1:2 | 2:2    | 2:1  | 3:0 | +:- | 9:0  | 5:0 | 7:1 | 2:0 | 5:4 | 13 | 10 | 1 | 2  | 46 — 16 | 34 |
|    | «Трехгорка»            | 3:6 |     | 2:6    | 2:4 | 5:4 | 4:2    | 3:0  | 8:0 | 3:1 | 5:4  | 7:1 | 2:1 | 9:0 | 6:1 | 13 | 10 | 0 | 3  | 59 — 30 | 33 |
|    | «Динамо»               | 1:0 | 6:2 |        | 2:2 | 1:3 | [ 11 ] | 5:4  | 4:3 | 6:1 | 9:1  | 3:1 | 3:2 | 1:1 | 8:2 | 12 | 9  | 2 | 1  | 49 — 22 | 32 |
| 4  | «Красное Орехово»      | 2:4 | 4:2 | 2:2    |     | 5:1 | 0:4    | 2:1  | 4:2 | 9:1 | 6:0  | 6:1 |     | 4:1 | 9:2 | 12 | 9  | 1 | 2  | 53 — 21 | 31 |
| 5  | РКимА                  | 2:1 | 4:5 | 3:1    | 1:5 |     | 2:1    | 1:1  | 0:1 | 5:4 | 5:0  | 7:0 |     | 5:2 | 7:1 | 12 | 8  | 1 | 3  | 42 — 22 | 29 |
| 6  | «Пищевики»             | 2:2 | 2:4 | [ 12 ] | 4:0 | 1:2 |        | 2:4  | 3:2 | 8:1 | 7:2  | ?:? | 2:1 | 9:2 | 5:0 | 12 | 7  | 2 | 3  | 45 — 20 | 28 |
| 7  | КОР                    | 1:2 | 0:3 | 4:5    | 1:2 | 1:1 | 4:2    |      | 5:1 | 4:1 | 11:1 | 6:2 | 8:2 | 6:3 | 2:4 | 13 | 7  | 1 | 5  | 53 — 29 | 28 |
| 8  | «Русскабель»           | 0:3 | 0:8 | 3:4    | 2:4 | 1:0 | 2:3    | 1:5  |     | 2:4 | 2:0  | 2:1 | 1:0 | +:- |     | 12 | 5  | 0 | 7  | 16 — 32 | 22 |
| 9  | «Сахарники»            | -:+ | 1:3 | 1:6    | 1:9 | 4:5 | 1:8    | 1:4  | 4:2 |     | 2:4  | 2:4 | 7:1 | 3:2 | 1:1 | 13 | 3  | 1 | 9  | 28 — 49 | 20 |
| 10 | «Красный луч»          | 0:9 | 4:5 | 1:9    | 0:6 | 0:5 | 2:7    | 1:11 | 0:2 | 4:2 |      | 7:1 | 2:1 | 0:6 | 1:1 | 13 | 3  | 1 | 9  | 22 — 65 | 20 |
| 11 | «Красное Перово»       | 0:5 | 1:7 | 1:3    | 1:6 | 0:7 | ?:?    | 2:6  | 1:2 | 4:2 | 1:7  |     | 1:2 | 1:2 | 3:2 | 13 | 2  | 1 | 10 | 16 — 51 | 18 |
| 12 | Дворец им.Ленина       | 1:7 | 1:2 | 2:3    |     |     | 1:2    | 2:8  | 0:1 | 1:7 | 1:2  | 2:1 |     | 2:1 | 3:2 | 11 | 3  | 0 | 8  | 16 — 36 | 17 |
| 13 | «Совторгслужащие»      | 0:2 | 0:9 | 1:1    | 1:4 | 2:5 | 2:9    | 3:6  | -:+ | 2:3 | 6:0  | 2:1 | 1:2 |     |     | 12 | 2  | 1 | 9  | 20 — 42 | 16 |
| 14 | «Пролетарская кузница» | 4:5 | 1:6 | 2:8    | 2:9 | 1:7 | 0:5    | 4:2  |     | 1:1 | 1:1  | 2:3 | 2:3 |     |     | 11 | 1  | 2 | 8  | 20 — 50 | 15 |

#### Замечания
- Команды расставлены по местам в соответствии с действительным количеством набранных очков
- Матч «Динамо» — «Пищевики» (2:6) опротестован, переигровка не состоялась[13]
- Матч «Красное Перово» — «Пищевики» окончился вничью с неизвестным счетом[14]
- Матч  ОППВ — «Сахарники» принес победу  ОППВ с неизвестным счетом или вследствие неявки соперников[15]
- Команда «Совторгслужащие» не явилась на встречу с «Русскабелем»
- Матч «Сахарники» — «Совторгслужащие» (7:3) опротестован и переигран
- Матч Дворец им.Ленина — «Красное Перово» по некоторым данным, недоигран[8]
- Матч «Русскабель» — Сахарники недоигран, «Русскабелю» засчитано поражение[8]

### Результаты турнира (первые команды)
Когда проведение матчей вследствие погодных условий стало невозможным, Секция МГСПС заявила о завершении турнира, так как победитель в «клубном зачете» определился независимо от результатов оставшихся встреч. Проведение этих игр не предполагалось и победители в турнирах отдельных команд определялись в соответствии с количеством набранных очков (в публикации газеты «Известия» от 6 ноября назван «наиболее удачно проведшим розыгрыш» ОППВ, хотя на указанную дату наибольшее количество набранных очков (в первых командах) имела «Трехгорка» — ОППВ был лидером по наименьшему количеству потерянных очков).
Уже после этой публикации, 14 ноября, ОППВ и «Пищевики» нашли возможность провести перенесенный календарный матч 7 тура (2:2) — его проведение было вызвано необходимостью определить вторую команду в «клубном зачете» — и ОППВ, набрав 2 очка, вышел на первое место, на очко опередив «Трехгорку».
Таким образом, при условиях, определенных МГСПС (наибольшее количество очков без обязательств доигрывать оставшиеся матчи) чемпионом первенства был признан ОППВ, с чем согласны большинство футбольных историков.
Альтернативную версию предложил известный историк «Динамо» И. С. Добронравов. Он приводил источники (более поздние по дате), в которых указывалось первенство «Динамо», воспоминания динамовцев-спортсменов и выдвинул версию, что если матч «Динамо» — «Пищевики» не был переигран, то в нем было засчитано поражение «Пищевикам» (о чём нет прямых свидетельств в источниках). Такой подход (поражение за участие дисквалифицированного игрока) более характерен для современности; в те времена матч собирались переигрывать (о чем было вынесено решение), и, в конечном итоге, Секция МГСПС не считала проведение этого (как и всех прочих несыгранных матчей) обязательным, как уже не влияющего на результат турнира в единственно важном (официальном) «клубном зачете». 
Необходимо отметить, что и ОППВ, и «Динамо» (как и «Красное Орехово») участвовали в турнире формально «вне зачета»; также существует версия, что с «Трехгорки» был «снят» ряд очков (о чем нет упоминаний в источниках; известно только, что после 7 тура очки клуба во всех трех командах соответствовали результатам игр без каких-либо «снятий»), что позволяет при некоторых допущениях рассматривать в качестве лидеров (и призеров) практически любую команду из верхней половины турнирной таблицы.

### Матчи
| 23 мая                                                                | ОППВ                                    | 3:0     | «Русскабель» | ОППВ |
|                                                                       | - П.Савостьянов 30′ 90′ - Тюльпанов 32′ | (отчёт) |              |      |
| ОППВ: ... П.Савостьянов, Тюльпанов, ... «Русскабель»: ... А.Гуров ... |                                         |         |              |      |

| 23 мая | КОР                                     | 4:2 | «Пищевики»                                             | КОР |
| | - Б.Дементьев 15′ 20′ 3:1′ - Чеснов 75′ |     | - Н.Старостин 2:1′ - 3:1'(пен.) Леута - Прокофьев 4:2′ |     |
| КОР: Петриченко - Ф.Федоров, Хрусталев - Артемов, П.Лебедев, Майоров - Сорокин, Чеснов, Б.Загрядсков, Б.Дементьев, Семенов · Пищевики: И.Филиппов - Ал.Старостин, Пав.Попов - Леута, С.Бухтеев, Квашнин - Н.Старостин, Татарников 1т', Исаков, П.Артемьев, Прокофьев |                                         |     |                                                        |     |

| 23 мая | РКимА | 5:2 | «Совторгслужащие» |  |

| 23 мая | Дворец им.Ленина | 2:1 | «Красное Перово» |  |

| 23 мая | «Динамо»                                                                                    | 9:1     | «Красный луч»   | «Динамо»        |
| | - Макаров 10′ 58′ - Маслов 18′ 35′ 64′ - К.Блинков 39′ (пен.) 82′ - Иванов 73′ - Мидлер 87′ | (отчёт) | - 75′ Кудрявцев | Зрителей: 3 000 |
| Динамо: Чулков - М.Соколов, Лебедев - Лёнчиков, И.Артемьев , Филиппов - Макаров, Иванов, Маслов, К.Блинков, Мидлер «Красный луч»: Д.Григорьев - Тряскин, К.Николаев - Коршаков, Апухтин , Вл.Потапов - Вад.Потапов, А.Николаев, Кудрявцев, Помогаев, К.Потапов |                                                                                             |         |                 |                 |

| 23 мая                   | «Трехгорка» | 3:1 | «Сахарники» |  |
| Трехгорка: ... Селин ... |             |     |             |  |

Матч «Красное Орехово» - «Пролетарская кузница» перенесен
| 3 окт                                                         | «Красное Орехово»                                        | 9:2 | «Пролетарская кузница»    | ЦКПФК (Орехово) |
|                                                               | - Шамин 1:0′ - Шапошников 2:1′ 3:2′ - Н.Ильин - Калмыков |     | - 1т'(пен.) - 1:1′ - 2:2′ | Судья: Филатов  |
| Красное Орехово: ... Шамин, Калмыков, Шапошников, Н.Ильин ... |                                                          |     |                           |                 |

| 30 мая | «Динамо»                                                       | 6:2     | «Трехгорка»       | «Динамо»                       |
| | - Макаров 3′ - Маслов 24′ - К.Блинков 38′ 59′ - Иванов 43′ 74′ | (отчёт) | - 27′ 50′ Решетов | Зрителей: 4 000 Судья: П.Бозов |
| Динамо: Чулков - М.Соколов, Лебедев - Лёнчиков, И.Артемьев , Филиппов - Макаров, Иванов, Маслов, К.Блинков, Мидлер Трехгорка: Леонов - Рущинский , В.Лапшин - Ноготков, Селин, С.Троицкий - Т.Григорьев, Решетов, Вик.Соколов, Л.Сандлори, А.Сандлори |                                                                |         |                   |                                |

| 30 мая | ОППВ | 2:0 | «Совторгслужащие» | СТС |

| 30 мая | «Пищевики» | 2:1 | Дворец им.Ленина |  |

| 30 мая | КОР | 11:1 | «Красный луч» |  |

| 30 мая | «Пролетарская кузница» | 1:1 | «Сахарники» |  |

| 30 мая | «Русскабель» | 2:1 | «Красное Перово» |  |

| 30 мая | «Красное Орехово» | 5:4 | РКимА |  |

| 6 июн | РКимА | 7:1 | «Пролетарская кузница» |  |

| 6 июн | «Совторгслужащие» | 2:1 | «Красное Перово» |  |

| 6 июн                          | «Пищевики»              | 3:2 | «Русскабель» | «Динамо» |
|                                | - П.Канунников 15′ 2:1′ |     |              |          |
| Пищевики: ... П.Канунников ... |                         |     |              |          |

| 6 июн | «Красный луч» | 2:1 | Дворец им.Ленина |  |

Матч «Динамо» - «Сахарники» перенесен
| 10 окт | «Динамо»                                                    | 6:1     | «Сахарники»  | «Металлистов» |
| | - Титов 6′ - Иванов 18′ 52′ - Маслов 34′ 73′ - Васильев 69′ | (отчёт) | - 43′ Петров |               |
| Динамо: Чулков - К.Блинков, Лебедев - Лёнчиков, И.Артемьев , Филиппов - Макаров, Иванов, Маслов, Васильев, Титов «Сахарники»: Коноплин - Карпов, С.М.Иванов - В.Канаев, А.Денисов, Сысоев - Силин, Петров, М.Денисов , Шумков, Симаков |                                                             |         |              |               |

Матч ОППВ - «Красное Орехово» перенесен
| 10 окт | ОППВ                    | 4:2 | «Красное Орехово»            | ОППВ          |
| | - П.Савостьянов 6′ 2:2′ |     | - 1′ Калмыков - 1:2′ Н.Ильин | Судья: Кауров |
| ОППВ: ... П.Савостьянов ... Красное Орехово: И.Рыжов - В.Андреев, Жаворонков, Маныкин, В.Степанов, Федяев, Калмыков, Н.Ильин... |                         |     |                              |               |

Матч «Трехгорка» - КОР перенесен
| 10 окт                                                                               | «Трехгорка»                                        | 3:0 | КОР |  |
|                                                                                      | - П.Троицкий 6′ - Малахов 67′ (пен.) - Решетов 77′ |     |     |  |
| Трехгорка: ... С.Троицкий, Селин 63', Малахов, Решетов, ... · КОР: ... Хрусталев ... |                                                    |     |     |  |

| 10 июн                                                          | «Пищевики» | 9:2 | «Совторгслужащие» | им.Профинтерна |
| Пищевики: ... Н.Старостин, П.Канунников, Исаков, П.Артемьев ... |            |     |                   |                |

| 10 июн | «Динамо»                                                                       | 8:2     | «Пролетарская кузница»         | «Пролетарская кузница» |
| | - Иванов 18′ 32′ 65′ - Макаров 20′ - Маслов 24′ 53′ - К.Блинков 59′ (пен.) 81′ | (отчёт) | - 39′ Вавилов - 50′ Н.Васильев | Зрителей: 2 000        |
| Динамо: Чулков - М.Соколов, Лебедев - Лёнчиков, И.Артемьев , Филиппов - Макаров, Иванов, Маслов, К.Блинков, Мидлер Пролетарская кузница: Курский - Пампелин, Поляков - И.Иванов, М.Путистин, В.Канаев - Плотников, Вавилов, А.Липгарт, Н.Васильев, Грязнов |                                                                                |         |                                |                        |

| 10 июн                       | «Трехгорка» | 2:1 | Дворец им.Ленина |  |
| Трехгорка: ... А.Соколов ... |             |     |                  |  |

| 10 июн | КОР | 4:1 | «Сахарники» |  |

| 10 июн | РКимА | 2:1 | ОППВ |  |

| 10 июн | «Русскабель» | 2:0 | «Красный луч» |  |

Матч «Красное Орехово» - «Красное Перово» перенесен
| 12 сен | «Красное Орехово» | 6:1 | «Красное Перово» | ЦКПФК (Орехово) |

| 13 июн | «Динамо»                                                    | 5:4     | КОР                                                            | «Динамо»        |
| | - Иванов 30′ 49′ - К.Блинков 39′ - Макаров 43′ - Мидлер 89′ | (отчёт) | - 15′ (пен.) 61′ (пен.) Сорокин - 44′ Б.Дементьев - 47′ Чеснов | Зрителей: 3 000 |
| Динамо: Чулков - М.Соколов, Лебедев - Лёнчиков, И.Артемьев , Филиппов - Макаров, Иванов, Маслов, К.Блинков, Мидлер КОР: Баклашев - И.Дементьев, Хрусталёв - Артёмов, Б.Григорьев, Майоров - Сорокин, Чеснов, Б.Загрядсков, Б.Дементьев , Семёнов |                                                             |         |                                                                |                 |

| 13 июн | «Трехгорка» | 8:0 | «Русскабель» |  |

| 13 июн | РКимА | 7:0 | «Красное Перово» |  |

| 13 июн | «Совторгслужащие» | 6:0 | «Красный луч» |  |

| 13 июн | «Сахарники» | 7:1 | Дворец им.Ленина |  |

| 13 июн                                                         | «Пищевики» | 4:0 | «Красное Орехово» | им.Воровского |
| Красное Орехово: И.Рыжов - Маныкин, В.Андреев, Жаворонков, ... |            |     |                   |               |

| 13 июн | ОППВ | 5:4 | «Пролетарская кузница» |  |

| 20 июн                   | РКимА           | 2:1 | «Пищевики» | РКимА                          |
|                          | - В.Блинков 10′ |     |            | Зрителей: 3 000 Судья: А.Демин |
| РКимА: ... В.Блинков ... |                 |     |            |                                |

| 20 июн | «Пролетарская кузница» | 4:2 | КОР |  |

| 20 июн | «Динамо»                                          | 3:2     | Дворец им.Ленина            | «Дворец им.Ленина» |
| | - Макаров 25′ - Маслов 55′ - К.Блинков 86′ (пен.) | (отчёт) | - 40′ Суханов - 72′ Карасёв | Зрителей: 2 000    |
| Динамо: Чулков - М.Соколов, Лебедев - Лёнчиков, И.Артемьев , Филиппов - Макаров, Иванов, Маслов, К.Блинков, Мидлер Дворец им.Ленина: Малышев - Ермаков, Гвоздков - М.Волков, Симаков , Концеров - П.Козлов, Суханов, Карасёв, Вик.Павлов, Чистяков |                                                   |         |                             |                    |

| 20 июн                      | ОППВ | 5:0 | «Красное Перово» |  |
| ОППВ: ... П.Савостьянов ... |      |     |                  |  |

| 20 июн | «Трехгорка» | 9:0 | «Совторгслужащие» |  |

| 20 июн                                   | «Сахарники» | 4:2 | «Русскабель» | «Русскабель»    |
|                                          |             |     |              | Судья: Юзефович |
| «Сахарники»: ... Н.Троицкий , Петров ... |             |     |              |                 |

| 20 июн                                       | «Красное Орехово» | 6:0 | «Красный луч» | ЦКПФК (Орехово) |
|                                              | - Н.Ильин         |     |               |                 |
| Красное Орехово: ... Н.Ильин, Н.Денисов, ... |                   |     |               |                 |

| 27 июн | «Динамо»                                            | 4:3     | «Русскабель»                              | КПТ             |
| | - Иванов 4′ - К.Блинков 28′ (пен.) - Маслов 60′ 75′ | (отчёт) | - 4′ Гуров - 42′ Поляков - 54′ Н.Румянцев | Зрителей: 3 000 |
| Динамо: Чулков - М.Соколов, Лебедев - Лёнчиков, Краснов, Филиппов - Макаров, Иванов, Маслов, К.Блинков , Васильев «Русскабель»: Глазунов - Ан.Поляков, Ауле - Королёв, Вас.Макаров, И.Овечкин - Сорокин, Иванов, Н.Румянцев, Гуров, Дмитриев |                                                     |         |                                           |                 |

| 20 июн | «Красное Орехово» | 4:2 | «Трехгорка» | «Красная Пресня» |
| Красное Орехово: И.Рыжов - В.Андреев, В.Степанов, Н.Ильин, Маныкин, Шапошников, ... Трехгорка: Леонов - Селин, Бухтеев, А.Соколов, В.Лапшин, Л.Сандлори, А.Холин, Аронов, ... |                   |     |             |                  |

| 27 июн | «Сахарники» | 7:3 | «Совторгслужащие» |  |

Матч «Сахарники» - «Совторгслужащие» аннулирован и переигран 
| 3 окт | «Сахарники» | 3:2 | «Совторгслужащие» |  |

| 27 июн | КОР | 8:2 | Дворец им.Ленина |  |

| 27 июн | «Красное Перово» | 3:2 | «Пролетарская кузница» |  |

| 27 июн | РКимА | 5:0 | «Красный луч» |  |

Матч «Пищевики» - ОППВ перенесен 
| 14 ноя | «Пищевики»                             | 2:2 | ОППВ                                 | ОППВ           |
| | - П.Артемьев 1:1′ - Вал.Прокофьев 2:2′ |     | - 30′ Тюльпанов - 1:2′ П.Савостьянов | Судья: П.Бозов |
| Пищевики: И.Филиппов - Ал.Старостин, Пав.Попов - А.Канунников, Леута, Лебедев - Н.Старостин, П.Артемьев, Рудь, П.Канунников, Вал.Прокофьев ОППВ: В.Матвеев - М.Исаев, Халкиопов - Пахомов, В.Ратов, Назаретов - Б.Дубинин, П.Савостьянов, Б.Ковалев, В.Тюльпанов, Жибоедов |                                        |     |                                      |                |

| 8 авг | «Динамо»     | 1:1     | «Совторгслужащие» | «Динамо»        |
| | - Иванов 23′ | (отчёт) | - 67′ Митюшин     | Зрителей: 3 000 |
| Динамо: Чулков - М.Соколов, Лебедев - Лёнчиков, Краснов, Филиппов - Макаров, Васильев, Иванов, К.Блинков , Мидлер «Совторгслужащие»: Кольчугин - И.Соколов, И.Андреев - Н.Касаткин, Хомянин, Шомин - Евграфов, Ирзун, Митюшин , Яковлев, А.Касаткин |              |         |                   |                 |

| 8 авг | КОР | 5:1 | «Русскабель» |  |

| 8 авг                                                                  | «Трехгорка»                   | 5:4 | РКимА                          |                |
|                                                                        | - В.Соколов 18′ - А.Холин 49′ |     | - 33′ В.Блинков - 34′ Карпенко | Судья: П.Бозов |
| Трехгорка: ... В.Соколов, А.Холин... РКимА: ... В.Блинков, Карпенко... |                               |     |                                |                |

| 8 авг                                                 | «Красное Орехово»        | 9:1 | «Сахарники» | ЦКПФК (Орехово) |
|                                                       | - Перницкий - Шапошников |     |             |                 |
| Красное Орехово: ... Федяев, Перницкий, Шапошников... |                          |     |             |                 |

| 8 авг | ОППВ | 9:0 | «Красный луч» |  |

| 8 авг | Дворец им.Ленина | 3:2 | «Пролетарская кузница» |  |

Матч «Красное Перово» - «Пищевики» перенесен
| ? | «Красное Перово» | =:= | «Пищевики» |  |

| 15 авг | ОППВ                                     | 6:3 | «Трехгорка»                                             | «Трехгорка» |
| | - Савостьянов 1:2′ 2:2′ - Тюльпанов 3:2′ |     | - 0:1′ А.Холин - 0:2′ (авт.) М.Исаев - 3:3′ Т.Григорьев |             |
| ОППВ: В.Матвеев - М.Исаев, Пчеликов - Никишин, Стрепихеев, Пахомов - Б.Дубинин, П.Савостьянов, Румянцев, Тюльпанов, Жибоедов Трехгорка: Трофимов - Рущинский, В.Лапшин - Л.Сандлори, А.Соколов, Малахов - Т.Григорьев, Решетов, А.Мельников, В.Соколов, А.Холин |                                          |     |                                                         |             |

| 15 авг | «Динамо»                     | 2:2     | «Красное Орехово»             | «Динамо»                        |
| | - Макаров 37′ - Васильев 53′ | (отчёт) | - 8′ Калмыков - 89′ Н.Денисов | Зрителей: 3 000 Судья: Поспехов |
| Динамо: Чулков - М.Соколов, Лебедев - Лёнчиков, Краснов, Филиппов - Макаров, Васильев, Иванов, К.Блинков , Мидлер Красное Орехово: Михайлов - Вяч.Андреев , Маныкин - Н.Денисов, Н.Смирнов, Жаворонков - Н.Ильин, Калмыков, Борисов, Рыжов II, Шапошников |                              |         |                               |                                 |

| 15 авг | «Пищевики» | 5:0 | «Пролетарская кузница» | им.Томского |

| 15 авг | КОР | 6:3 | «Совторгслужащие» |  |

| 15 авг | РКимА | 5:4 | «Сахарники» |  |

| 15 авг | «Русскабель» | 1:0 | Дворец им.Ленина |  |

| 15 авг | «Красный луч» | 7:1 | «Красное Перово» |  |

| 22 авг | «Пищевики» | 7:2 | «Красный луч» |  |

| 22 авг | «Красное Орехово» | 2:1 | КОР | ЦКПФК (Орехово) |

| 22 авг | «Трехгорка» | 7:1 | «Красное Перово» |  |

| 22 авг | Дворец им.Ленина | 2:1 | «Совторгслужащие» |  |

Матч РКимА - «Динамо» перенесен
| 24 окт | РКимА                               | 3:1     | «Динамо»     | «Динамо»        |
| | - Цыплёнков 38′ - В.Блинков 65′ 80′ | (отчёт) | - 22′ Иванов | Зрителей: 2 000 |
| РКимА: Каменский - С.С.Иванов, Григорьев - Пучков, Фролов, Голубчиков - Никифоров, Карпенко, Цыплёнков , В.Блинков, Грязнов Динамо: Чулков - М.Соколов , Лебедев - Лёнчиков, Краснов, Филиппов - Макаров, Титов, Иванов, Васильев, Мидлер |                                     |         |              |                 |

Матч ОППВ - «Сахарники» перенесен
| 31 окт | ОППВ | +:- | «Сахарники» |  |

Матч «Русскабель» - «Пролетарская кузница» был запланирован на этот тур, но отчет о матче отсутствует
| 28 авг | «Динамо»     | 1:0     | ОППВ | «Динамо»                       |
| | - Иванов 49′ | (отчёт) |      | Зрителей: 3 000 Судья: П.Бозов |
| Динамо: Чулков - М.Соколов, Лебедев - Лёнчиков, Краснов, Филиппов - Макаров, Иванов, Маслов, К.Блинков , Мидлер ОППВ: В.Матвеев - М.Исаев, Пчеликов - Пахомов, В.Ратов , Никишин - Б.Дубинин, П.Савостьянов, Румянцев, Тюльпанов, Жибоедов |              |         |      |                                |

| 28 авг | «Трехгорка» | 4:2 | «Пищевики» | «Трехгорка» |

| 28 авг | «Красное Перово» | 4:2 | «Сахарники» |  |

| 28 авг | «Пролетарская кузница» | 1:1 | «Красный луч» |  |

| 28 авг | РКимА | 1:1 | КОР |  |

Матч «Русскабель» - «Совторгслужащие» перенесен
| 10 окт | «Русскабель» | +:- | «Совторгслужащие» |  |

Матч Дворец им.Ленина - «Красное Орехово» перенесен и анонсирован на 31 октября, но отчет о матче отсутствует
| 26 сен | «Пищевики»                                                                           | 6:2     | «Динамо»                     | «Динамо»                         |
| | - П.Канунников 2′ 62′ - Леута 15′ - Н.Старостин 48′ - Вал.Прокофьев 56′ - Исаков 60′ | (отчёт) | - 30′ К.Блинков - 40′ Иванов | Зрителей: 4 000 Судья: А.Щелчков |
| Пищевики: И.М.Филиппов - Ал.Старостин, П.Попов - С.Егоров, С.Бухтеев, Леута - Н.Старостин, П.Артемьев, Исаков, П.Канунников, Прокофьев Динамо: Чулков - М.Соколов, Лебедев - Лёнчиков, И.Артемьев, Филиппов - Макаров, Иванов, Маслов, К.Блинков , Мидлер |                                                                                      |         |                              |                                  |

Матч «Пищевики» - «Динамо» аннулирован. Переигровка не состоялась.
| 26 сен | «Трехгорка» | 6:1 | «Пролетарская кузница» |  |

| 26 сен                                     | «Красное Орехово»                       | 4:1 | «Совторгслужащие» |                |
|                                            | - Шапошников 20′ 4:0′ - Шамин 2:0′ 3:0′ |     |                   | Судья: П.Бозов |
| Красное Орехово: ... Шапошников, Шамин ... |                                         |     |                   |                |

| 26 сен | КОР | 6:2 | «Красное Перово» |  |

| 26 сен | «Красный луч» | 4:2 | «Сахарники» |  |

Матч ОППВ - Дворец им.Ленина перенесен
| 17 окт | ОППВ | 7:1 | Дворец им.Ленина |  |

Матч «Русскабель» - РКимА перенесен
| 14 ноя | «Русскабель» | 1:1 | РКимА |  |

| 17 окт | «Динамо»                                | 3:1     | «Красное Перово»    | «Динамо»        |
| | - Макаров 18′ - Маслов 37′ - Иванов 76′ | (отчёт) | - 68′ (пен.) Епишин | Зрителей: 2 000 |
| Динамо: Чулков - М.Соколов, Краснов - Лёнчиков, И.Артемьев , Филиппов - Макаров, Иванов, Маслов, Васильев, Титов «Красное Перово»: Коноплин - Карпов, С.М.Иванов - В.Канаев, А.Денисов, Сысоев - Силин, Петров, М.Денисов , Шумков, Симаков |                                         |         |                     |                 |

| 24 окт | «Пищевики» | 8:1 | «Сахарники» | ЦК «Сахарников» |

| 24 окт                                                                        | «Красное Орехово»                     | 4:2 | «Русскабель»                          | ЦКПФК (Орехово) |
|                                                                               | - Шамин 1:0′ - Калмыков 2:1′ 3:2′ 89′ |     | - 0:1′ (пен.) - 2:2′ (авт.) Н.Денисов | Судья: П.Бозов  |
| Красное Орехово: И.Рыжов - Н.Денисов, Жаворонков, Калмыков. Шамин, Шапошников |                                       |     |                                       |                 |

| 24 окт | «Трехгорка» | 5:4 | «Красный луч» |  |

| 24 окт | ОППВ        | 2:1 | КОР  | ОППВ |
|        | - 85′ - 87′ |     | - 1′ |      |

Матч РКимА - Дворец им.Ленина был запланирован на этот тур, но отчет о матче отсутствует
Матч «Совторгслужащие» - «Пролетарская кузница» был запланирован на этот тур, но отчет о матче отсутствует

## «Клубный зачет»
Во II командах первое место заняла «Трехгорка»
В III командах — «Сахарники»
По сумме выступлений трех команд («клубный зачет») — «Трехгорка»

## Низшие группы
Вторая группа (8 клубов). Победитель в «клубном зачете» — «Гознак»
Третья группа (14 клубов). Победитель в «клубном зачете» — «Коммунальники»